# Waterpomp (St. Hubertus)
De waterpomp bij het Jachthuis Sint-Hubertus wordt vaak als watertoren aangeduid, hetgeen feitelijk onjuist is.

## Ontwerp van de pomp
De waterpomp is ontworpen in art-nouveaustijl en uitgevoerd in Maulbronner zandsteen en baksteen met uitgesneden geometrisch vormgegeven stijl-elementen in vierkante vormgeving door de Belgische architect Henry Van de Velde, die ook het Kröller-Müller Museum ontwierp voor de eigenaren van het Jachthuis.

## Ligging
Het gebouw is gelegen aan de zuidzijde van de bij het jachthuis gelegen vijver, een stukje het bos in komend vanaf de Kronkelweg, op een heuvel omringd door rododendronhagen. Een zandpad vanaf de Kronkelweg met een bakstenen trapje aan het begin leidt naar het gebouw toe. Het gebouw heeft tegenwoordig geen functie meer.

## Windmolen
Het gebouw was oorspronkelijk bedoeld als pomphuis met een waterreservoir. Het pompen van het water geschiedde met een ijzeren windmolen van Amerikaans type die boven op de toren was bevestigd. Door deze pomp en wateropslag was het mogelijk om het waterpeil van de vijver van het jachthuis te reguleren. De uitgediepte vijver had aanvankelijk veel problemen met het waterniveau omdat de grondlaag lekte. Dit werd later verholpen door de bodem te voorzien van een laag mastiek. Tevens bleek dat er door regenval eerder water te veel dan te weinig in de vijver kwam. De molen was als waterpomp niet meer nodig en de ijzeren windmolen werd gesloopt. Enkel het gemetselde stenen gebouw bleef bestaan.

## Renovatie
In 2010 is begonnen met de herinrichting van het park rondom het Jachtslot St. Hubertus. In het herinrichtingsplan is onder andere opgenomen dat de watertoren weer zal worden voorzien van een molenopbouw.

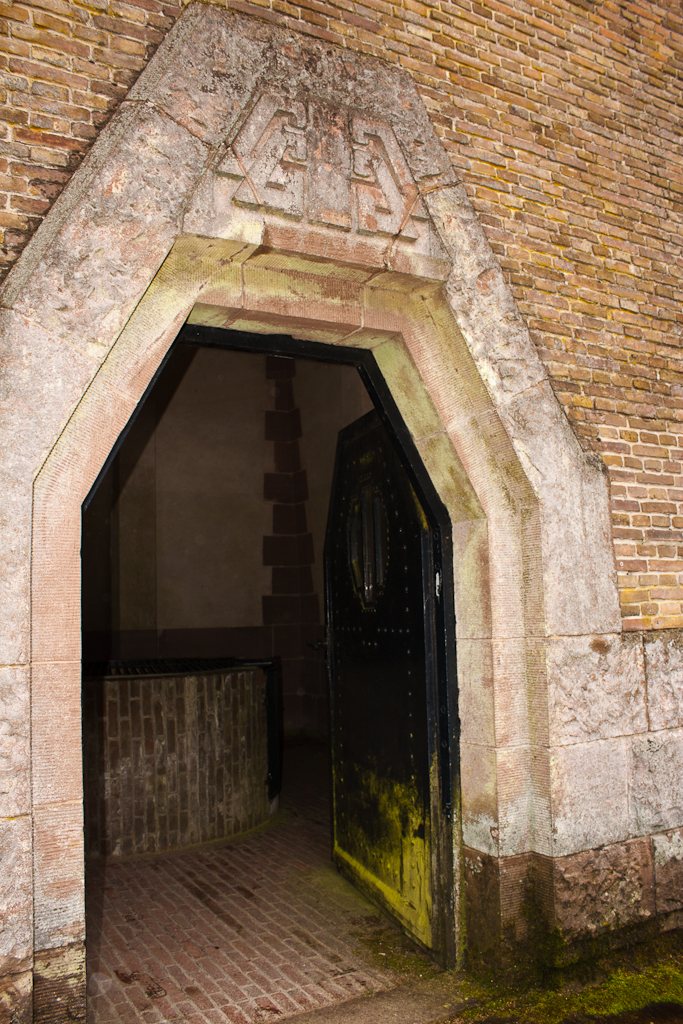
Entree van het gebouwtje
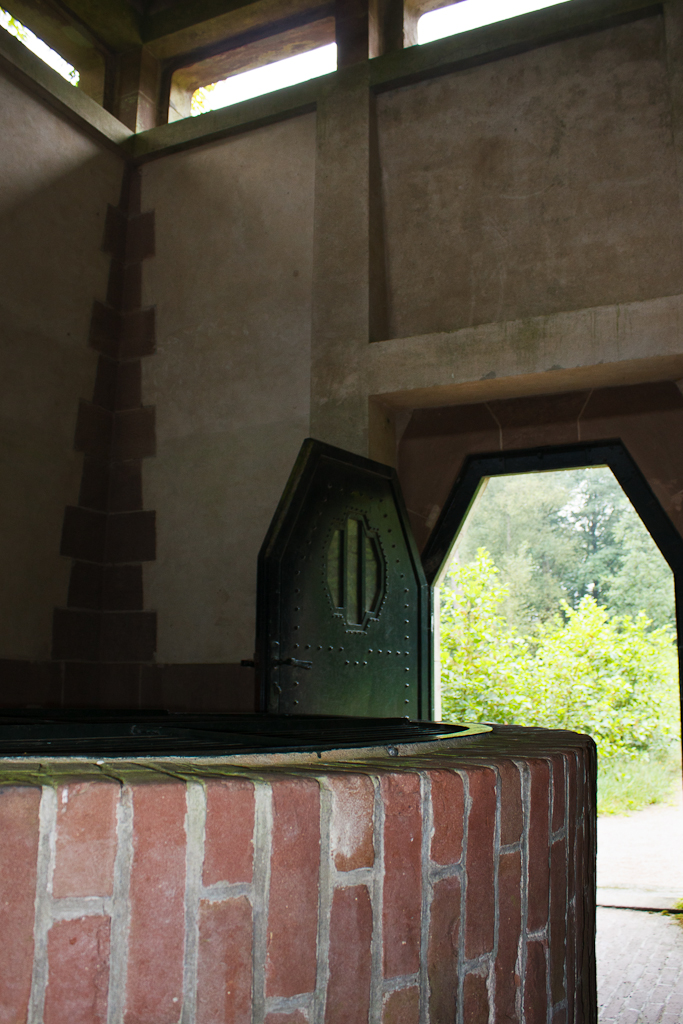
interieur